# El Gran Wyoming
José Miguel Monzón Navarro (Madrid, 15 de mayo de 1955), más conocido por su nombre artístico El Gran Wyoming o solo Wyoming, es un humorista, presentador de televisión, actor, músico, médico, escritor y columnista español. Actualmente presenta el programa de televisión El intermedio, que emite La Sexta.

## Biografía
Nació en Madrid, en el barrio de la Prosperidad, en el seno de una familia de farmacéuticos de origen conquense. Licenciado en Medicina, abandonó su trabajo como médico, el cual ejerció cuando prestaba el servicio militar, en la localidad de Buitrago del Lozoya, para dedicarse al mundo del espectáculo.
Al principio de su carrera musical tocaba junto a su grupo Paracelso y más adelante representaba espectáculos cómico-musicales junto al pianista Ángel Muñoz Alonso, apodado Maestro Reverendo, recorriendo en gira todos los cuchitriles de España durante los años de la movida madrileña. También se declaraba fanático y admirador del cómico inglés Benny Hill, gusto que comparte con sus amigos y colegas Santiago Segura y Álex de la Iglesia. Se comenta que de una charla que comenzó hablando de Benny surge la idea del guion de la película Muertos de risa.[cita requerida]
Ha sido presentador de varios programas televisivos, como Silencio se juega (La 2, 1984), de José María Fraguas, La noche se mueve (Telemadrid, 1992-1993) y El peor programa de la semana (La 2, 1993), dirigido por Fernando Trueba. Televisión Española (TVE) suspendió la emisión de El peor programa de la semana el mismo día en que iba a ser entrevistado el escritor Quim Monzó, ante el temor de que hiciera chistes ofensivos sobre la familia real. El programa se emitía en directo y por tanto, no pudo hacerse. En 1996 Wyoming volvió a la televisión, pero esta vez al canal privado Telecinco, presentando con Juanjo de la Iglesia y Javier Martín (y con reporteros como Pablo Carbonell, Sergio Pazos, Arturo Valls, Tonino, Mario Caballero o Gonzo) la versión española del programa argentino Caiga quien caiga. Durante siete temporadas fue uno de los éxitos de la cadena, galardonado con una treintena de premios, como el Ondas o el TP de Oro. Uno de los pilares de Caiga quien caiga era la sátira a la clase política en general y al gobierno de José María Aznar en particular, a lo que hay que sumar los reportajes sobre el mundo del deporte o la cultura, y secciones de crítica y denuncia social.
En 1997 hizo una pequeña incursión en la literatura infantil con el libro «Las aventuras del Mapache» una novela de aventuras para niños  sobre un justiciero enmascarado en el Lejano Oeste, que publicó en la colección Alfaguay de la editorial Alfaguara (Editorial).
Mientras tanto, en el año 1999 crea el sello discográfico 18 Chulos junto a Santiago Segura, Pablo Carbonell, Javier Krahe, Pepín Tre y Faemino. A principios de los años 2000, el sello se diversificará y se convertirá en discográfica y agencia de eventos.
De tendencia progresista, El Gran Wyoming fue uno de los promotores de manifestaciones contra las políticas del Partido Popular durante su segunda legislatura y dirigió el segmento Muertos de segunda en el filme colectivo de denuncia Hay motivo (2004).
En 2004 estrenó un nuevo programa en Televisión Española, La azotea de Wyoming, que acabó suponiendo un gran fracaso. Tras varios cambios de horario y cuotas de pantalla que llegaron al 6 %, TVE decidió retirar La azotea de Wyoming de su parrilla.
En mayo de 2007 estrenó en La Sexta su primer trabajo documental propio, El Severo me duele, un reportaje de denuncia sobre supuestas irregularidades médicas en el Hospital Severo Ochoa de Leganés.
Desde 2006 presenta en La Sexta el programa nocturno El intermedio, en el cual realiza comentarios satíricos de la actualidad diaria. Además de actuar en televisión, escribió una columna en el periódico Público del grupo Mediapro, llamada Asuntos & Cuestiones, en la que criticaba diferentes temas, tanto de política como actualidad. Dejó de colaborar para Público debido al cese del medio por cuestiones económicas.[cita requerida]
En 2013 escribe No estamos locos, un libro en el que hace un repaso de la historia de España del siglo pasado hasta llegar al presente argumentando, entre otras cuestiones, que lo que ocurre ahora, la situación de crisis, se debe a los hechos del pasado. Superó los 100 000 ejemplares vendidos y más de ocho ediciones. El propio autor declaró que la intención del libro era contar «el origen de por qué estamos atrapados en este terrible momento político e ideológico», haciendo «una burla crítica de diálogos y situaciones reales».
En 2024 se publica la novela gráfica El Gran Wyoming. Mil palos y ninguno al agua, obra de cómic que repasa toda su trayectoria profesional, y que firman Kike Babas y Kike Turrón. El libro fue presentado en el Palacio de Longoria de Madrid por el propio Wyoming junto a Pablo Carbonell, Andrea Ropero y los autores.

## Controversias

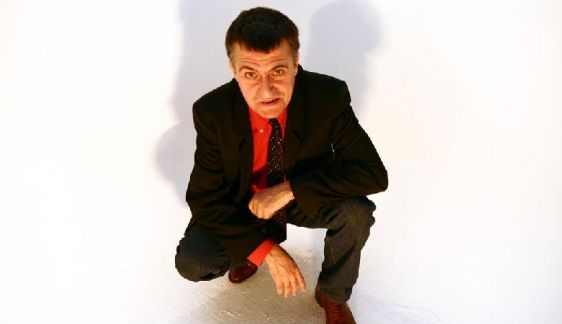
El Gran Wyoming

En enero de 2009, Xavier Horcajo en el programa Más se perdió en Cuba de Intereconomía comentó de Beatriz Montañez, copresentadora de El intermedio, que más que periodismo lo que hace «tiene que ver con los oficios más viejos del mundo», a raíz de un sketch suyo en el que representaba el papel de una actriz porno. Como respuesta a dicha declaración, el equipo de El intermedio grabó un vídeo en el que Wyoming supuestamente reprendía a una becaria por interrumpir un ensayo de su programa y lo envió por correo electrónico a Intereconomía, que le dio credibilidad y lo emitió como una exclusiva. Posteriormente, un vídeo de esta emisión fue difundido en YouTube y visto unas 250 000 veces durante un fin de semana, generando numerosas críticas a Wyoming por su trato vejatorio hacia la becaria. El 2 de febrero, Wyoming desveló que el vídeo había sido solo un montaje con el fin de ridiculizar a Intereconomía y denunciar su falta de rigor informativo al haber emitido el vídeo sin haber comprobado antes su veracidad. Xavier Horcajo alegó en su defensa posteriormente que «las imágenes que nos remitieron daban cuenta de un delito, y cuando tienes un delito entre manos no te paras a pensar si es un montaje» y calificó el montaje de «engaño».
En diciembre de 2009, tras un videomontaje emitido en El intermedio, en el que el periodista Hermann Tertsch se mostraba partidario de combatir a los terroristas de al Qaeda con todo medio y fuerza («para salvar la vida de un compatriota se justifica todo»), El Gran Wyoming fue demandado por Tertsch. Pocos días después de la emisión de este vídeo, Hermann Tertsch sufrió una agresión en un bar de Madrid. Según su propia versión, el autor fue un desconocido que le dio una patada y le rompió varias costillas. Varios medios de prensa relacionaron la agresión con las sátiras de Wyoming. Al final, se esclareció el caso y el 7 de enero de 2010 fue detenido el presunto autor de la agresión a Hermann Tertsch, por lo que quedó descartada la hipótesis del móvil político de la agresión.

## Televisión

### Como actor
- La mujer de tu vida: La mujer fría (1990), en TVE.
- Los jinetes del alba (1990), en TVE.
- La mujer de tu vida 2: La mujer duende (1994), en TVE.
- Hermanos de leche (1994-1996), en Antena 3.
- Vientos de agua (2006), en Telecinco.[20]

### Como presentador
- Silencio, se juega (1984), en La 2.
- Esto es lo que hay (1985), en La 1.
- En la cuerda floja (1985), en TVE.
- ¡Qué noche la de aquel año! (1987), en La 1 con Miguel Ríos.
- A media voz (1988-1989), en La 1.
- Rokambole (1989), en La 1.
- La noche se mueve (1992-1993), en Telemadrid.
- El peor programa de la semana (1993-1994), en La 2.
- Caiga quien caiga (1996-2002), en Telecinco.
- El club de la comedia (2004), en Antena 3.
- La azotea de Wyoming (2005), en La 1.
- El intermedio (2006-presente), en La Sexta.
- Usted está aquí (2022), en Atresplayer Premium.

### Como director
- Me estoy quitando (1999), en Telecinco.
- En la calle (2007), en La Sexta.
- El Severo me duele (2007), en La Sexta.

### Como guionista
- La mujer de tu vida 2: La mujer duende (1992), en La 1.

## Cine

### Filmografía como actor
- Sin rodeos (2018)
- Torrente 5: Operación Eurovegas (2014)
- Torrente 4: Lethal Crisis (2011)
- Isi/Disi: Alto voltaje (2006)
- Isi/Disi: Amor a lo bestia (2004)
- El oro de Moscú (2003)
- Vivancos 3 o Vivancos III (Si gusta haremos las dos primeras) (2002)
- El florido pensil (2002)
- Buñuel y la mesa del rey Salomón (2001)
- Manolito Gafotas en ¡Mola ser jefe! (2001)
- Torrente 2: Misión en Marbella (2001)
- Muertos de risa (1999)
- Torrente, el brazo tonto de la ley (1998)
- Un día bajo el sol (En dag til i solen) (1998)
- Tengo una casa (1996)
- El día de la Bestia (1995)
- Los peores años de nuestra vida (1994)
- Cómo ser infeliz y disfrutarlo (1994)
- ¡Oh, cielos! (1994)
- Pásala (1994)
- La marrana (1992)
- La reina anónima (1992)
- Quiero que sea él (1991)
- Tu novia está loca (1988)
- No hagas planes con Marga (1988)
- Esa cosa con plumas (1988)
- El juego más divertido (1988)
- La vida alegre (1987)
- Lulú de noche (1986)
- Sé infiel y no mires con quién (1985)
- Best Seller (1982)
- Ópera prima (1980)

### Filmografía como guionista
- Quiero que sea él (1991)
- Historias de la puta mili (1994)

### Filmografía como productor
- No estamos solos (2015) de Pere Joan Ventura

## Discografía
- Wyoming & Reverendo: Antología 1975-2000, 18 Chulos (2000).

## Libros
- Un vago, dos vagos, tres vagos. Temas de Hoy. 1990. ISBN 978-84-7880-050-6.
- Te quiero personalmente. Anagrama. 1993. ISBN 978-84-339-2349-3.
- Las aventuras de El Mapache. Alfaguara. 1997. ISBN 978-84-204-5700-0.
- Janos, el niño que soñaba despierto. Agruparte. 2000. ISBN 978-84-95423-10-8.
- No estamos locos. Planeta. 2013. ISBN 978-84-08-11865-7.
- No estamos solos. Planeta. 2014. ISBN 978-84-08-13155-7.
- ¡De rodillas, Monzón!. Planeta. 2016. ISBN 978-84-08-15492-1.
- La furia y los colores. Planeta. 2019. ISBN 978-84-08-20565-4.
- El Gran Wyoming. Mil palos y ninguno al agua. Bao Komikiak. 2024. ISBN 978-84-09-59061-2.

## Premios y nominaciones

### Premios Ondas
| Año  | Categoría                            | Programa      | Resultado |
| ---- | ------------------------------------ | ------------- | --------- |
| 2013 | Presentador                          | El Intermedio | Ganador   |
| 2009 | Conducción de Programa de Actualidad | El Intermedio | Ganador   |

### Premios ATV
| Año  | Categoría                                  | Programa          | Resultado |
| ---- | ------------------------------------------ | ----------------- | --------- |
| 2014 | Mejor presentador de programas             | El Intermedio     | Ganador   |
| 2013 | Comunicador de Programa de Entretenimiento | El Intermedio     | Ganador   |
| 2012 | Comunicador de Programa de Entretenimiento | El Intermedio     | Ganador   |
| 2011 | Comunicador de Programa de Entretenimiento | El Intermedio     | Ganador   |
| 2010 | Comunicador de Programa de Entretenimiento | El Intermedio     | Nominado  |
| 2009 | Conducción de Programa de Entretenimiento  | El Intermedio     | Nominado  |
| 2008 | Conducción de Programa de Entretenimiento  | El Intermedio     | Ganador   |
| 2007 | Conducción de Programa de Entretenimiento  | El Intermedio     | Nominado  |
| 2002 | Comunicador de Programa de Entretenimiento | Caiga Quien Caiga | Ganador   |
| 2001 | Comunicador de Programa de Entretenimiento | Caiga Quien Caiga | Ganador   |
| 2000 | Comunicador de Programa de Entretenimiento | Caiga Quien Caiga | Ganador   |
| 1998 | Comunicador                                | Caiga Quien Caiga | Ganador   |

### TP de Oro
| Año  | Categoría                                | Programa      | Resultado |
| ---- | ---------------------------------------- | ------------- | --------- |
| 2006 | Presentador de variedades y espectáculos | El Intermedio | Nominado  |

### Micrófono de Oro
| Año  | Categoría  | Programa      | Resultado |
| ---- | ---------- | ------------- | --------- |
| 2008 | Televisión | El intermedio | Ganador   |

### Otros premio
- Premio Perich. En marzo de 2015 es galardonado con el prestigioso Premio Internacional de Humor Gat Perich.[21]
- Premio Lola González Ruiz Compromiso y Memoria 2024, otorgado por la Asociación Arte y Memoria.[22]